# Velilla del Río Carrión
Velilla del Río Carrión település Spanyolországban, Palencia tartományban. Velilla del Río Carrión Cervera de Pisuerga, Triollo, Santibáñez de la Peña, Guardo, Valderrueda, Boca de Huérgano és Vega de Liébana községekkel határos. Lakosainak száma 1129 fő (2024).

## Népesség
A település népessége az elmúlt években az alábbi módon változott:
| Lakosok száma | 1767 | 1632 | 1554 | 1521 | 1493 | 1437 | 1330 | 1268 | 1173 | 1129 |
|               | 2001 | 2004 | 2007 | 2009 | 2012 | 2014 | 2017 | 2019 | 2022 | 2024 |